# 大出岳史
大出 岳史（おおで たけし、1960年7月8日 - ）は、日本放送協会の元チーフアナウンサー。

## 人物
- 栃木県立佐野高校、日本大学卒業後、1983年入局。
- 退職後、関連会社の支局長。

## 挿話
- 山口放送局、熊本放送局、福島放送局、釧路放送局、札幌放送局、放送文化研究所メディア研究部副部長などを経て、2015年6月から北見放送局長を務めた。
- 札幌放送局では、北海道内各地の公開トークで、活躍中の部下のアナウンサーと対談。トークの様子を札幌放送局ブログに掲載。危機管理についても学んだ。
- 北見放送局長在任中の2015年12月、局舎火災[1]。事後対応に当たった。

## 過去の出演番組
- FMリクエストアワー 山口（1986年頃）
- イブニングネットワーク福島（1996年度）
- ラジオ文芸館（デスク 2002年 - 2005年）
- NHKニュース10（2004年7月26日 - 30日）坂本朋彦の代理
- ほっかいどう穴場ハンター（2012年5月12日放送分。飛び入り出演）
- アナブロ（2012年4月）
- つながる@きたカフェ（1度だけマスターとして出演）
- NHKとっておきサンデー（2013年7月21日）